# Oligobuninae
Oligobuninae – wymarła podrodzina ssaków z rodziny łasicowatych (Mustelidae).

## Podział systematyczny
Do podrodziny należały następujące rodzaje:
- Brachypsalis Cope, 1890
- Floridictis Baskin, 2017
- Megalictis Matthew, 1907
- Oligobunis Cope, 1881
- Parabrachypsalis Baskin, 2017
- Potamotherium É. Geoffroy Saint-Hilaire, 1833
- Promartes Riggs, 1942
- Trochictis H. Meyer, 1842
- Zodiolestes Riggs, 1942

Takson o niejasnej pozycji systematycznej (nomen dubium):
- Oligobunis floridanus T.E. White, 1947